# Айви, Джейден
Джейден Эдвард Дхананджей Айви (англ. Jaden Edward Dhananjay Ivey; род. 13 февраля 2002, Саут-Бенд, Индиана) — американский профессиональный баскетболист клуба НБА «Детройт Пистонс». В колледже играл за команду «Пердью Бойлермэйкерс».

## Ранние годы
Айви вырос, играя в футбол, баскетбол и американский футбол, а также занимаясь каратэ. Он начал заниматься баскетболом еще в первых классах средней школы. Первые три года Айви играл за среднюю школу Мариан в Мишаваке, штат Индиана. В старших классах он перешел в школу Ла Люмьер в Ла-Порте, штат Индиана. Он решил играть в студенческий баскетбол за «Пердью», несмотря на предложения от «Батлера» и «Нотр-Дама».

## Карьера в колледже

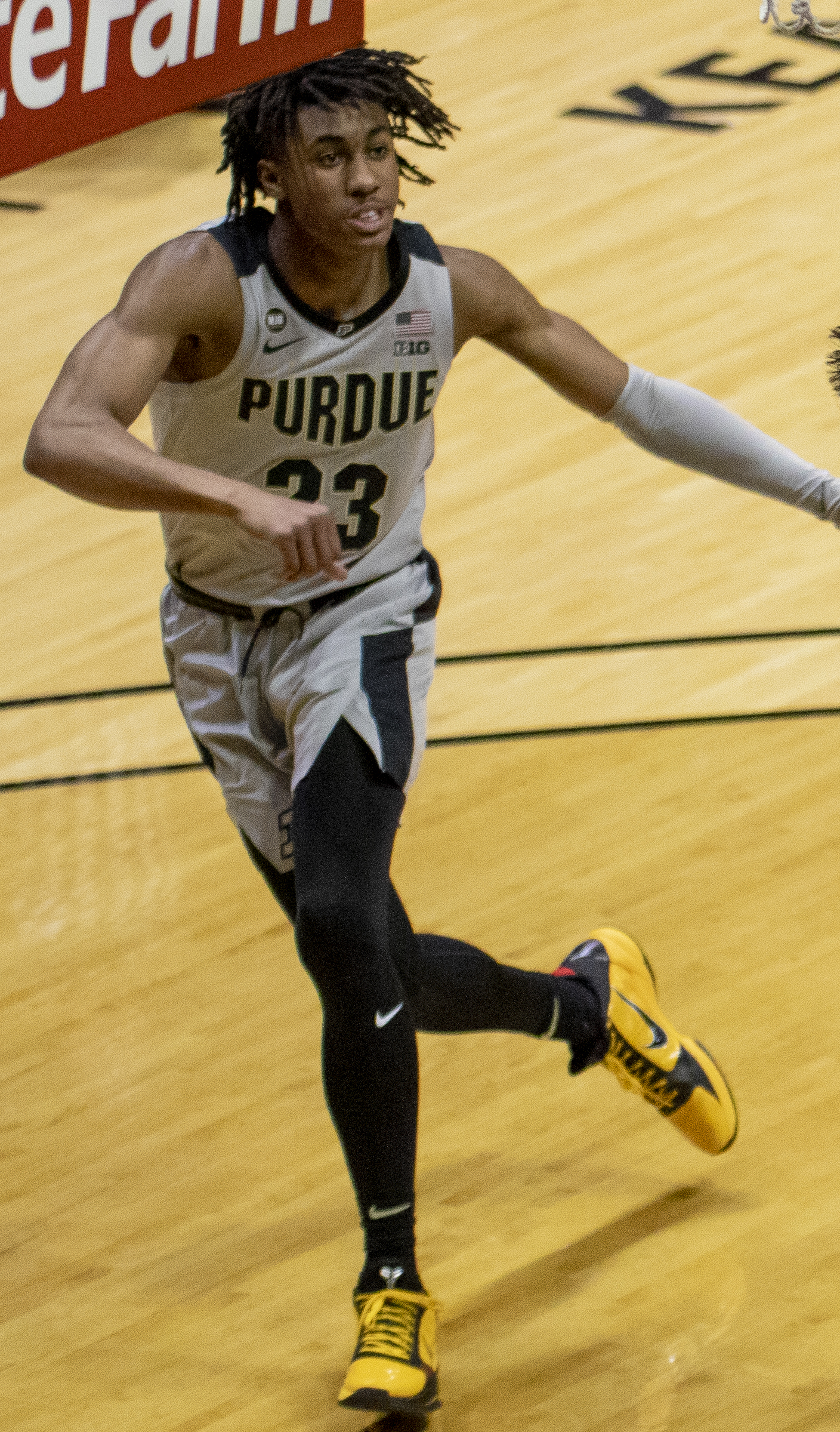
Айви в январе 2021 года

В начале своего первого сезона Айви пропустил пять игр из-за травмы стопы. 19 января 2021 года он забил победный трехочковый за пять секунд до конца, набрав 15 очков в победной игре над «Огайо Стэйт» (67:65). 19 марта Айви набрал рекордные в сезоне 26 очков, в проигрышном матче в овертайме против «Норт Техас» (69:78) первом раунде турнира NCAA. На первом курсе он набирал в среднем 11,1 очка и 3,3 подбора за игру, войдя в сборную новичков конференции Big Ten .
12 ноября 2021 года Айви набрал 27 очков в победной игре над «Индиана Стэйт» (92:67). 30 января 2022 года он набрал 21 очко и забил победный трехочковый за 0,6 секунды до конца победной встречи против «Огайо Стэйт» (81:78). На втором курсе он набирал в среднем 17,3 очка, 4,9 подбора и 3,1 передачи за игру. Айви был включен в первую сборную конференции Big Ten, а также во 2-ю всеамериканскую сборную NCAA. 31 марта 2022 года Айви подал заявку на участие в драфте НБА 2022 года, отказавшись от оставшегося права на поступление в колледж He was a projected top five pick in the draft..

## Карьера в НБА

### «Детройт Пистонс» (2022—настоящее время)
Айви был выбран под пятым номером на драфте НБА 2022 года командой «Детройт Пистонс». Он дебютировал в Летней лиге 7 июля в победной игре над «Портленд Трэйл Блэйзерс» (81–78) с 20 очками, 6 подборами и 6 передачами. 19 октября Айви дебютировал в регулярном сезоне, набрав 19 очков, 3 подбора и 4 передачи в победном матче против «Орландо Мэджик» (113:109). 20 декабря Айви набрал 30 очков в проигрышной игре от «Юта Джаз» (111:126). 27 марта 2023 года он набрал рекордные на тот момент 32 очка в проигрышном матче против «Милуоки Бакс» (117:126).
7 февраля 2024 года Айви набрал рекордные в карьере 37 очков, включая 6 подборов и 7 передач в победной игре над «Сакраменто Кингз» (133:120).
15 октября 2024 года «Детройт Пистонс» активировал опцию команды в контракте Айви.
26 декабря 2024 года в матче с «Сакраменто Кингз» Айви забросил трехочковый с угла, когда на нем сфолил Де'Аарон Фокс, а затем реализовал четыре очка за 3,1 секунды до конца матча, обеспечив победу «Детройта» со счетом 114:113.

## Карьера за сборную
В 2021 году Айви выступал за сборную США на чемпионате мира среди юношей до 19 лет в Латвии. 3 июля он набрал рекордное для команды 21 очко, реализовав 7 из 11 бросков с игры, в победной игре групповой стадии против Турции (83:54). Айви набирал в среднем 12,3 очка за игру, помогая своей команде выиграть золотую медаль, и был включен в состав сборной турнира.

## Статистика

### Статистика в НБА
| Сезон                                                                                    | Команда | Регулярный сезон | Регулярный сезон | Регулярный сезон | Регулярный сезон | Регулярный сезон | Регулярный сезон | Регулярный сезон | Регулярный сезон | Регулярный сезон | Регулярный сезон | Регулярный сезон | Серия плей-офф | Серия плей-офф | Серия плей-офф | Серия плей-офф | Серия плей-офф | Серия плей-офф | Серия плей-офф | Серия плей-офф | Серия плей-офф | Серия плей-офф | Серия плей-офф |
| Сезон                                                                                    | Команда | GP               | GS               | MPG              | FG%              | 3P%              | FT%              | RPG              | APG              | SPG              | BPG              | PPG              | GP             | GS             | MPG            | FG%            | 3P%            | FT%            | RPG            | APG            | SPG            | BPG            | PPG            |
| ---------------------------------------------------------------------------------------- | ------- | ---------------- | ---------------- | ---------------- | ---------------- | ---------------- | ---------------- | ---------------- | ---------------- | ---------------- | ---------------- | ---------------- | -------------- | -------------- | -------------- | -------------- | -------------- | -------------- | -------------- | -------------- | -------------- | -------------- | -------------- |
| 2022/23                                                                                  | Детройт | 74               | 73               | 31,1             | 41,6             | 34,3             | 74,7             | 3,9              | 5,2              | 0,8              | 0,2              | 16,3             | Не участвовал  | Не участвовал  | Не участвовал  | Не участвовал  | Не участвовал  | Не участвовал  | Не участвовал  | Не участвовал  | Не участвовал  | Не участвовал  | Не участвовал  |
| 2023/24                                                                                  | Детройт | 77               | 61               | 28,8             | 42,9             | 33,6             | 74,9             | 3,4              | 3,8              | 0,7              | 0,5              | 15,4             | Не участвовал  | Не участвовал  | Не участвовал  | Не участвовал  | Не участвовал  | Не участвовал  | Не участвовал  | Не участвовал  | Не участвовал  | Не участвовал  | Не участвовал  |
|                                                                                          | Всего   | 151              | 134              | 29,9             | 42,2             | 33,9             | 74,8             | 3,7              | 4,5              | 0,8              | 0,4              | 15,8             | Не участвовал  | Не участвовал  | Не участвовал  | Не участвовал  | Не участвовал  | Не участвовал  | Не участвовал  | Не участвовал  | Не участвовал  | Не участвовал  | Не участвовал  |
| Наведите курсор мыши на аббревиатуры в заголовке таблицы, чтобы прочесть их расшифровку. |         |                  |                  |                  |                  |                  |                  |                  |                  |                  |                  |                  |                |                |                |                |                |                |                |                |                |                |                |

### Статистика в NCAA
| Сезон | Команда | Conf    | Class | GP | GS | MPG  | FG%  | 3P%  | FT%  | RPG | APG | SPG | BPG | PPG  |
| --- | ------- | ------- | ----- | -- | -- | ---- | ---- | ---- | ---- | --- | --- | --- | --- | ---- |
| 2020/21 | Пердью  | Big Ten | FR    | 23 | 12 | 24,2 | 39,9 | 25,8 | 72,6 | 3,3 | 1,9 | 0,7 | 0,7 | 11,1 |
| 2021/22 | Пердью  | Big Ten | SO    | 36 | 34 | 31,4 | 46,0 | 35,8 | 74,4 | 4,9 | 3,1 | 0,9 | 0,6 | 17,3 |
| Всего | Всего   | Всего   | Всего | 59 | 46 | 28,6 | 44,0 | 32,2 | 73,9 | 4,3 | 2,6 | 0,8 | 0,6 | 14,9 |
| Наведите курсор мыши на аббревиатуры в заголовке таблицы, чтобы прочесть их расшифровку Статистика приведена с сайта sports-reference.com |         |         |       |    |    |      |      |      |      |     |     |     |     |      |

## Личная жизнь
Мать Айви, Нили Айви, работает главным тренером по женской баскетбольной команды «Нотр-Дам». Она играла в WNBA пять сезонов. Отец Джейдена, Джавин Хантер, играл за команды «Балтимор Рэйвенс» и «Сан-Франциско Форти Найнерс» в НФЛ. Его дед, Джеймс Хантер, также играл в НФЛ за «Детройт Лайонс» .
Айви — христианин.
Жена Айви, Кейтлин, родила первенца 27 февраля 2023 года.